# Francesc Buscató
Francesc Buscató, plus connu sous le nom de Nino Buscató, né le 21 avril 1940 à Pineda de Mar (Catalogne, Espagne), est un ancien joueur de basket-ball espagnol.

## Biographie
Ancien joueur qui a évolué principalement avec la Joventut de Badalona, il remporte deux titres de Champion d'Espagne, en 1959 avec le FC Barcelone et 1968 avec la Joventut. Il a également remporté deux coupes nationales.
Il a longtemps été le joueur espagnol le plus capé en sélection espagnole avant d'être dépassé par Juan Antonio San Epifanio. Sous les couleurs espagnoles, il a remporté une médaille d'argent lors du  Championnat d'Europe 1973 disputé à Barcelone et disputé sept autres championnats d'Europe. Il a également disputé trois tournois olympiques, ceux de Rome en 1960, Mexico en 1968 et Munich en 1972.

## Club joueur
- 1955-1957 :  U.D.R. Pineda
- 1957-1960 :  FC Barcelone
- 1960-1964 :  Aismalíbar de Montcada
- 1964-1974 :  Joventut de Badalona

## Club entraîneur
- 1974-1975 :  Joventut de Badalona
- 1975-1980 :  FC Barcelone (Junior)
- 1980-1981 :  CB L'Hospitalet (équipe B).
- depuis 1992 : sélectionneur de l'équipe de Catalogne de basket-ball

## Palmarès

### Club
compétitions nationales 
- Champion d'Espagne 1959, 1968
- Vainqueur de la Coupe d'Espagne 1959, 1969

### Sélection nationale
Jeux olympiques d'été
- 11e des Jeux olympiques de 1972 à Munich,  Allemagne
- 7e des Jeux olympiques de 1968 à Mexico,  Mexique
- 14e des Jeux olympiques de 1960 à Rome,  Italie

Championnat d'Europe
- du Championnat d'Europe 1973 à Barcelone,  Espagne
- 15e du Championnat d'Europe 1959 à Istanbul  Turquie
- 13e du Championnat d'Europe 1961 à Belgrade,  Yougoslavie
- 7e du Championnat d'Europe 1963 à Wroclaw,  Pologne
- 11e du Championnat d'Europe 1965 à Moscou,  Union soviétique
- 10e du Championnat d'Europe 1967 à Helsinki,  Finlande
- 5e du Championnat d'Europe 1969 à Naples,  Italie
- 7e du Championnat d'Europe 1971 à Essen,  Allemagne